# Röhsska huset

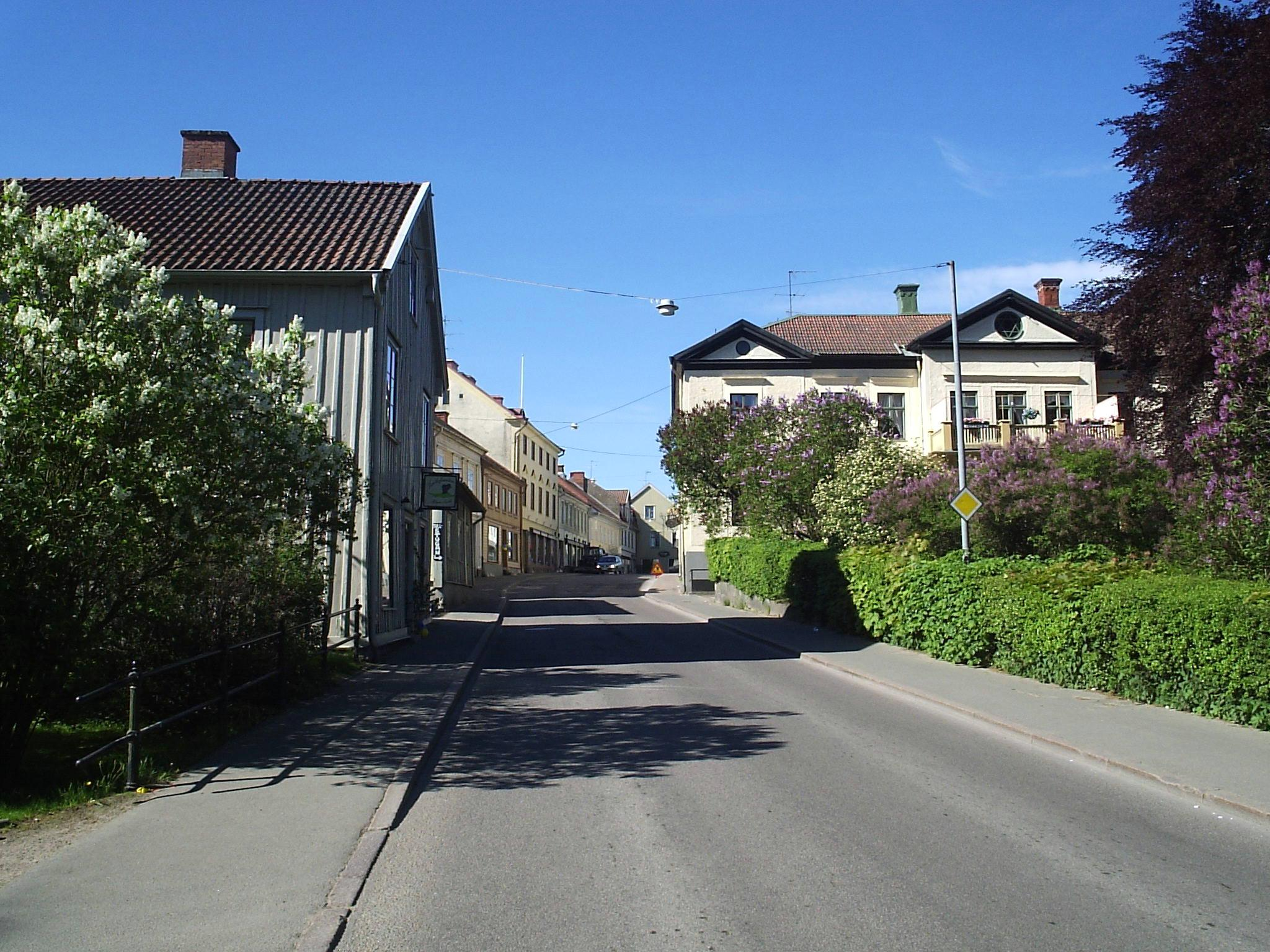
Hamngatsbacken i Hjo, med Röhsska huset till höger

Röhsska huset är en byggnad i Hjo. Det ligger vid Hamngatsbacken på en tomt med en slänt ned till Hjoån.
Huset uppfördes på 1880-talet som bostad för politikern Harald Röhss (1838–1902), som också var godsägare på Munkeberg norr om staden och en av grundarna av Hjo Vattenkuranstalt. Det ombyggdes 1933 efter ritningar av Gunnar Johansson i Ulricehamn.
I huset har också funnits Nya Konditoriet, med trädgårdsservering i Gula Paviljongen från 1933 och ritad av Birger Jonson, vid Norrbro över Hjoån.
Huset inrymmer numera lägenheter samt restaurang och kafé. Gula Paviljongen är glasskiosk.